# My Heart Is Broken
«My Heart Is Broken» (en español: “Mi corazón está roto”) es una canción de la banda de americana de metal alternativo Evanescence. Fue lanzada el 31 de octubre de 2011, como segundo sencillo oficial del álbum homónimo de la banda. Fue escrita por Amy Lee, Terry Balsamo, Tim McCord and Zach Williams, y finalmente producida por Nick Raskulinecz. Musicalmente, My Heart is Broken es una balada que comienza con la voz de Amy Lee y desciende entre los sonidos de guitarra eléctrica y batería. Además Lee, ha declarado que esta canción fue inspirada en la explotación sexual.

## Antedentes y composición
"My Heart is Broken" fue escrito por Amy Lee, Terry Balsamo, Tim McCord, Will Hunt y Zach Williams, mientras que Nick Raskulinecz se encargó de la producción. La canción fue grabada en Blackbird Studio en Nashville, Tennessee. Durante una entrevista, Amy Lee declaró que la banda escribió el sencillo junto con "What You Want", con la parte del piano y un arpa al comienzo de la canción, Lee consideró un instrumento más lento y fácil para ella. Sin embargo, durante la preproducción de Evanescence, la banda aceleró el ritmo de la canción, por lo que cuando el grupo intentó grabar la canción, tocar el arpa no era factible. Particularmente, Lee confesó que la canción sonaba mejor con el piano, ya que era un instrumento más fuerte y prominente que hizo de la canción "una de las canciones más apasionadas de todo el álbum". "My Heart Is Broken" retrata una balada que comienza con el piano y Lee cantando las líneas "I will never find a way to heal my soul/ And I will wander 'til the end of time/ Torn away from you/ My heart is broken". Chad Grischow del sitio web IGN notó que era similar a materiales antiguos de la banda.
Durante una entrevista con Kerrang!, Lee reveló la inspiración de "My Heart Is Broken"; "Un buen amigo mío dirige una organización en Nueva York que rescata a víctimas del tráfico sexual. Mi esposo y yo nos involucramos y realmente nos conmovimos y nos horrorizamos. Mientras escribía la canción me estaba poniendo en ese lugar, ¿qué sería? ser como estar atrapada, amenazada, sola, incapaz de decirle a nadie lo que esta sucediendote porque tienes miedo de lo que pueda pasarte".

## Recepción
Tras su lanzamiento, el sencillo recibió críticas favorables de la prensa. Stephen Thomas Erlewine de AllMusic eligió a la canción como punto culminante del álbum.  Haciéndose eco de este pensamiento, Steve Beebee de la revista de rock Kerrang! agregó que "desarrolla en un coro de búsqueda y soul, que se destaca entre los mejores materiales que ha grabado esta banda". Lewis Corner de Digital Spy, escribió que "'My Heart Is Broken" suplicara fuertemente diferir, con un elegante riff de piano que se desliza sobre los rasgueos de guitarra que sirven de telón de fondo para su emotiva alto-soprano". Rick Florino de Artistdirect escribió: "En My Heart Is Broken, la magníficoa introducción del piano se eleva junto con la vibrante entrega vocal de Lee mientras la batería de Will Hunt impulsa la melodía a otro nivel". Tom Goodwyn de NME elogió "My Heart Is Broken", diciendo que " suena bastante a una balada de Disney, comenzando con Amy Lee gritando "Voy a vagar hasta el final de los tiempos" sobre una línea de piano directamente de Powers Ballad Vol.12. Sin embargo, al final se vuelve más pesado, no se preocupe ". Chris Willman de Reuters concluyó que la canción fue "sin título",  mientras que Sophie Schillaci de The Hollywood Reporter  lo llamó una balada "desgarradora". Al describir la canción como "ardiente", Chad Grischow de IGN notó que en "My Heart Is Broken", "la voz de Lee brilla como sirena, [y] la banda toma algunas oportunidades interesantes al final del álbum". Marc Hirsh de The Boston Globe, calificó el sencillo como "un aullido de rabia desafiante y autodestructiva". Christa Titus de la revista Billboard, escribió que la voz de Lee era "poderosa y flexible como siempre, como se escucha en sus agudos lamentos. Serene Dominic de The Arizona Republic confesó que, "Realmente, cuando tu corazón está roto, quieres una canción que tenga la misma idea que 'My Heart is Broken'. llevarte a través y eso es lo que ella [Lee] ofrece ". Además, Arwa Haider de Metro comentó:" Una fanfarronada romántica estándar de Evanescence".

## Video musical
El video “My Heart is Broken” fue filmado el 1 de diciembre de 2011, Amy Lee dijo a  través de su cuenta de Twitter de que el video se estrenaría el 24 de enero de 2012 en la cuenta oficial de Evanescence en YouTube: “EvanescenceVEVO”. Asimismo lo corroboró Emi Music, la discografía oficial de la banda. El vídeo se mostró como uno de los más abstractos y surrealistas de la banda; de hecho, Lee confirmó que a la hora de grabar el vídeo se había buscado conseguir una atmósfera similar a la película de fantasía oscura “Paperhouse”.

### Recepción
Durante el prelanzamiento del video, James Montgomery, de MTV News, señaló que el video era una "labor de amor, tanto para la banda como para su director". En un artículo publicado más tarde, calificó al vídeo como "algo oscuro que empuja las reflexiones claustrofóbicas de Amy Lee al siguiente nivel".
] Mientras Jason Lipshutz de Billboard vio el video musical como "místico", un escritor de Spin escribió: "[El video] presenta luces bonitas y un campo de trigo, además de la lider de Evanescence Amy Lee, un mundo de fantasía que involucra mucho situaciones desagradables". Melinda Newman de HitFix comparó las escenas de relámpagos del video con las pantallas de luces del Día de la Independencia de los Estados Unidos  y agregó que "todo está oscuro y dramático, y Lee, como siempre, se ve absolutamente impresionante y atormentado al mismo tiempo. Sus compañeros de banda obtienen el tiempo de pantalla suficiente para demostrar a sus padres que están en la banda".

## Lanzamientos
| País           | Fecha                   | Formato                         |
| -------------- | ----------------------- | ------------------------------- |
| Estados Unidos | 31 de octubre de 2011   | Hot/Modern/AC radio             |
| Estados Unidos | 1 de noviembre de 2011  | CHR/Top 40 radio                |
| Suiza          | 11 de noviembre de 2011 | Descarga digital                |
| Alemania       | 11 de noviembre de 2011 | Descarga digital                |
| Australia      | 11 de noviembre de 2011 | Descarga digital                |
| México         | 11 de noviembre de 2011 | Descarga digital                |
| Bélgica        | 14 de noviembre de 2011 | Descarga digital                |
| Dinamarca      | 14 de noviembre de 2011 | Descarga digital                |
| Francia        | 14 de noviembre de 2011 | Descarga digital                |
| Italia         | 14 de noviembre de 2011 | Descarga digital                |
| Países Bajos   | 14 de noviembre de 2011 | Descarga digital                |
| Noruega        | 14 de noviembre de 2011 | Descarga digital                |
| Nueva Zelanda  | 14 de noviembre de 2011 | Descarga digital                |
| Estados Unidos | 13 de febrero de 2012   | Alternative y Modern Rock radio |

## Gráfica
| Gráfica (2011–12)             | Pico de posición |
| ----------------------------- | ---------------- |
| Austria (Ö3 Austria Top 40)   | 36               |
| Alemania (Media Control AG)   | 92               |
| Hungría (Single Top 40)       | 7                |
| Estados Unidos (Adult Top 40) | 34               |